# 도호꾸조선초중급학교
도호꾸조선초중급학교(일본어: 東北朝鮮初中級学校 도호쿠 조선 초중급학교[*])는 일본 미야기현 센다이시에 위치한 조선학교이다.

## 연혁
- 1965년 개교